# 6762 Cyrenagoodrich
6762 Cyrenagoodrich este un asteroid din centura principală, descoperit pe 2 martie 1981, de Schelte Bus.